# Diossong
Diossong ist eine Gemeinde (commune) im Département Foundiougne der Region Fatick, gelegen im zentralen Westen Senegals. Sie besteht aus dem namensgebenden Hauptort (chef-lieu) sowie weiteren Dörfern (villages) und Weilern (hameaux).

## Geographische Lage
Die Gemeinde Diossong liegt in der Mitte des Départements und gehört zum Erdnussbecken Senegals. Der Hauptort Diossong liegt 26 Kilometer südöstlich der Départementspräfektur Foundiougne und 149 Kilometer südöstlich der Hauptstadt Dakar. Das Gemeindegebiet hat eine Fläche von 168,50 km². Benachbarte Kommunen sind im Uhrzeigersinn Djilor im Westen und Norden, Diagane Barka und Niassène im Osten und im Süden Nioro Alassane Tall, Sokone sowie Toubacouta.

## Geschichte
Im Jahr 1996 wurde die Landgemeinde communauté rurale de Passy, die neben vielen anderen Ortschaften auch das Dorf Diossong zehn Kilometer südwestlich des Hauptortes umfasste, aufgelöst, weil der Hauptort Passy aus dem Umland herausgelöst wurde und den Status einer städtischen Gemeinde (commune) erhielt. Das Umland erhielt nach dem neuen Hauptort den Namen communauté rurale de Diossong. Im Jahr 2010 wurde Landgemeinde geteilt. Die Orte westlich von Passy blieben bei Diossong, nördlich von Passy wurde die Landgemeinde Diagane Barka gegründet und südöstlich von Passy die Landgemeinde Niassène. Diossong erhielt 2014, wie in Senegal alle communautés rurales, den landesweit einheitlichen Status einer Gemeinde (commune).

## Bevölkerung
Die letzten Volkszählungen ergaben jeweils folgende Einwohnerzahlen:
| Jahr | Einwohner |
| ---- | --------- |
| 1988 | –         |
| 2002 | 37.512    |
| 2013 | 23.361    |
| 2023 | 26.984    |

Im Jahr 1988 zählte der Hauptort Diossong 1144 Einwohner.

## Verkehr
Die Nationalstraße N 5 führt einen Kilometer abseits des Hauptortes durch das Gemeindegebiet von Diossong und verbindet die Gemeinde so mit dem Rest des Landes.